# جيل كيمب
جيل كيمب (بالإنجليزية: Jill Kemp)‏ هي ممثلة بريطانية، ولدت في 24 نوفمبر 1979.

## وصلات خارجية
- الموقع الرسمي